# Miss Paraná 2009
O concurso que elegeu a Miss Paraná 2009 aconteceu no dia 14 de fevereiro de 2009 no Teatro Calil Haddad, em Maringá. A vencedora foi Karine Martins de Souza, representante do município de Cascavel.

## Resultados
| Colocação        | Candidata             | Município    |
| Miss Paraná 2009 | Karine Martins        | Cascavel     |
| 2º Lugar         | Micheli Korber        | Palotina     |
| 3º Lugar         | Fabiane Sampaio       | Califórnia   |
| 4º Lugar         | Sara Fachini          | Maringá      |
| 5º Lugar         | Karine Louise Osório  | Ponta Grossa |
| 6º Lugar         | Cássia Penido         | Umuarama     |
| 7º Lugar         | Bruna Bongiorno       | Cianorte     |
| 8º Lugar         | Carla Fernanda Araújo | Loanda       |

### Premiações Especiais
| Premiação             | Candidata                | Estado               |
| Cabelo Melhor Tratado | Vanessa Mensch           | Guaraqueçaba         |
| Mais Atitude          | Rafaela de Paula         | Ibiporã              |
| Mais Belo Sorriso     | Fabiane Sampaio          | Califórnia           |
| Mais Charmosa         | Bruna Tinti              | Alto Paraná          |
| Miss Elegância        | Bruna Bongiorno          | Cianorte             |
| Miss Fascinação       | Carla Fernanda Araújo    | Loanda               |
| Miss Fotogenia        | Paula Guedes             | São José dos Pinhais |
| Miss Make Up          | Fabiane Sampaio          | Califórnia           |
| Miss Personalidade    | Silviane Rogiski Barbosa | Matelândia           |
| Miss Silhouete        | Rafaela de Paula         | Ibiporã              |
| Miss Simpatia         | Viviane Bianchi          | Guaratuba            |

## Informações sobre as candidatas
- Karine Martins disputou o Miss Brasil 2009 e ficou entre as 10 semifinalistas. Representou o Estado do Maranhão no Miss Mundo Brasil 2010 e ficou entre as 16 semifinalistas.
- Karine Osório representou o Estado do Acre no Miss Mundo Brasil 2009 e ficou entre as 6 finalistas, conquistando o direito de representar o país[3] no Miss Supranantional 2009, na Polônia, concurso em que ficou entre as 15 semifinalistas e conquistou o título de Miss América.[4]
- Cássia Penido conquistou o título de Nuestra Belleza Mundial 2009 em 31 de outubro de 2009.[5]